# Championnats du monde de tennis de table 1971
Navigation
Édition précédente Édition suivante
Les championnats du monde de tennis de table 1971, trente-et-unième édition des championnats du monde de tennis de table, ont lieu du 28 mars au 7 avril 1971 à Nagoya, au Japon.
Le titre messieurs est remporté par le suédois Stellan Bengtsson.
C'est à l'occasion de ces championnats que le jeune pongiste américain Glenn Cowan et le champion chinois Zhuang Zedong font connaissance, ce qui donnera par la suite l'occasion d'un rapprochement entre la Chine et les États-Unis, dans ce qui sera appelé ultérieurement la diplomatie du ping-pong.

## Résultats individuels et en doubles
| Épreuves         | Or                          | Argent                          | Bronze                           |
| ---------------- | --------------------------- | ------------------------------- | -------------------------------- |
| Simple messieurs | Kjell Johansson             | Shigeo Itō                      | Dragutin Šurbek                  |
| Simple messieurs | Kjell Johansson             | Shigeo Itō                      | Xi Enting                        |
| Simple dames     | Lin Huiqing                 | Zheng Minzhi                    | Li Li                            |
| Simple dames     | Lin Huiqing                 | Zheng Minzhi                    | Ilona Vostova                    |
| Double messieurs | Tibor Klampár István Jónyer | Zhuang Zedong Liang Geliang     | Nobuhiko Hasegawa Tokio Tasaka   |
| Double messieurs | Tibor Klampár István Jónyer | Zhuang Zedong Liang Geliang     | Yujiro Imano Katsuyuki Abe       |
| Double dames     | Lin Huiqing Zheng Minzhi    | Mieko Hirano Reiko Sakamoto     | Miho Hamada Yukie Ohzeki         |
| Double dames     | Lin Huiqing Zheng Minzhi    | Mieko Hirano Reiko Sakamoto     | Yukiko Kawamorita Setsuko Kobori |
| Double mixte     | Zhang Xielin Lin Huiqing    | Antun Stipančić Maria Alexandru | Eberhard Schöler Diane Schöler   |
| Double mixte     | Zhang Xielin Lin Huiqing    | Antun Stipančić Maria Alexandru | Tokuyasu Nishii Mieko Fukuno     |

## Résultats par équipes
| Épreuves  | Or                                                                          | Argent                                                                             | Bronze                                                                                              |
| --------- | --------------------------------------------------------------------------- | ---------------------------------------------------------------------------------- | --------------------------------------------------------------------------------------------------- |
| Messieurs | Chine- Xi Enting - Zhuang Zedong - Liang Geliang - Li Jingguang - Li Furong | Japon- Mitsuru Kōno - Nobuhiko Hasegawa - Shigeo Itō - Tokio Tasaka - Tetsuo Inoue | Yougoslavie- Dragutin Šurbek - Antun Stipančić - Istvan Korpa - Milivoj Karakašević - Zlatko Cordas |
| Dames     | Japon- Toshiko Kowada - Yasuko Konno - Yukie Ohzeki - Emiko Ohba            | Chine- Lin Huiqing - Lin Meiqun - Li Li - Zheng Minzhi                             | Corée du Sud- Na In-sook - Choi Jung-sook - Lee Ailesa - Chung Hyun-sook                            |